# Portavoz del Gobierno de España

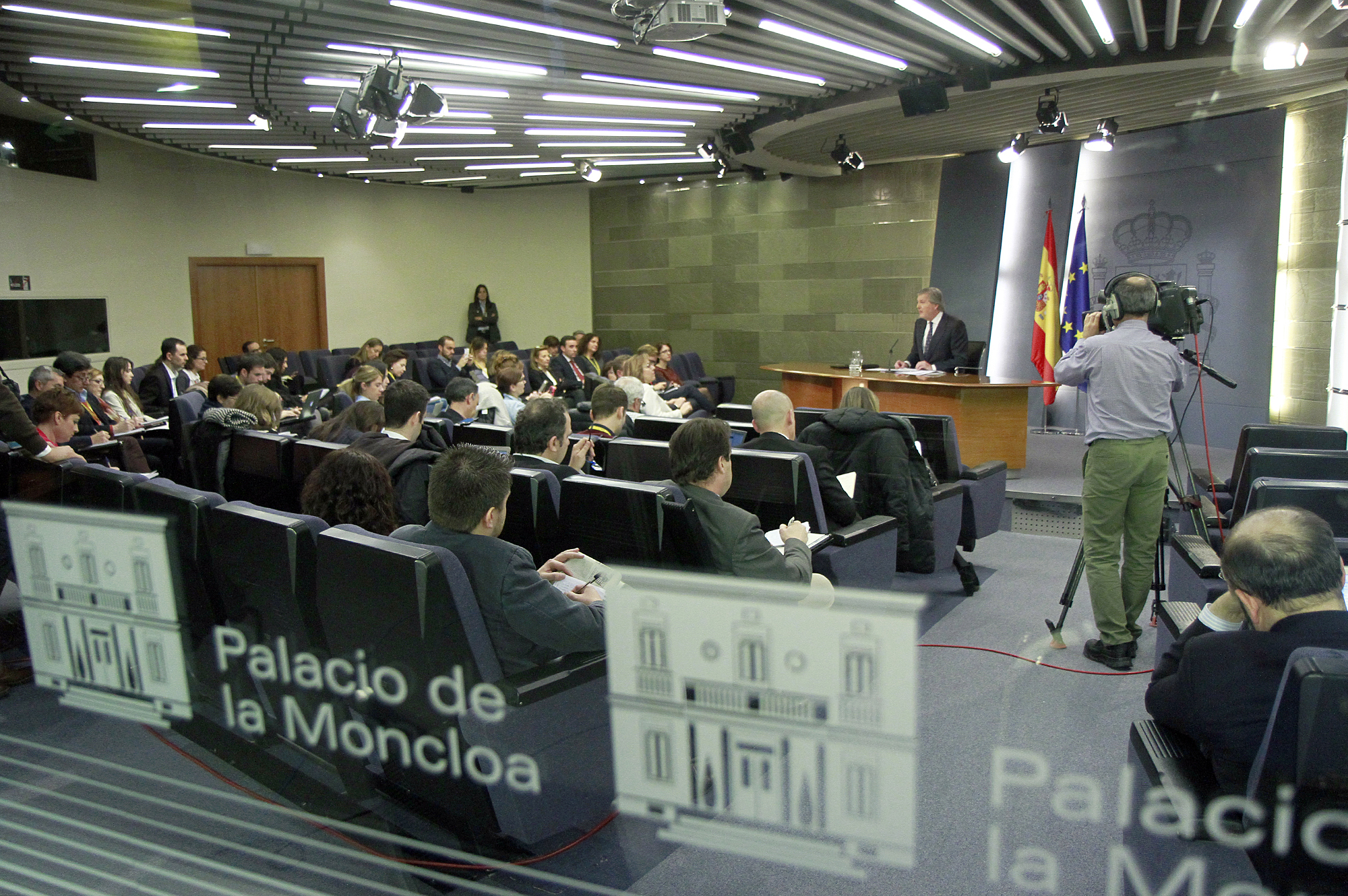
Sala de prensa del Palacio de la Moncloa

El portavoz del Gobierno es un alto cargo del Gobierno de España cuyo cometido es informar y comunicar a la sociedad la acción política e institucional del Ejecutivo nacional.
Su titular, que actualmente goza del rango de ministro, tiene su sede en el Complejo de La Moncloa. Asimismo, para el correcto desempeño de sus funciones, el portavoz gubernamental es asistido por la Secretaría de Estado de Comunicación.
Desde el 21 de noviembre de 2023, la portavoz del Gobierno es María del Pilar Alegría Continente, ministra de Educación, Formación Profesional y Deportes.

## Historia

### Antecedentes
En España, el inicio de las relaciones entre el Gobierno y la prensa, así como con el público en general, encuentran su origen en el Gobierno de José Canalejas, a principios de la década de 1910. En este tiempo, Canalejas instauró la costumbre que hoy se conoce como «información en corro o corrillo», reuniendo diariamente en su despacho a los periodistas para contarles noticias. Esta práctica, que desde el principio se entendió como una forma de influencia en la prensa para que esta escribiera sobre aquello que al Gobierno interesaba o, en su caso, hacer correcciones a las noticias del día, fue continuada por algunos presidentes como Eduardo Dato, y desechada por otros como el Conde de Romanones. Este hábito también fue adquirido por los ministros, llegando a recibir a la prensa en sus domicilios particulares.
Al mismo tiempo que ocurrían estas reuniones, desde principios de la década de 1900 se había instaurado otra costumbre, la de facilitar a la prensa una «nota o referencia oficiosa», que es lo que se conoce hoy en día como la «referencia del Consejo de Ministros».

#### Primeros órganos
Con el paso de los años, la tarea de informar a la opinión pública se fue institucionalizando, siendo ejemplo de ello la creación en 1918 de una Oficina de Información en el Ministerio de Instrucción Pública y Bellas Artes, que tenía como objeto «comunicar a la Prensa las informaciones previamente autorizadas por el Ministro, Subsecretario y Directores Generales».
Con la dictadura de Primo de Rivera se crea, en la Presidencia del Gobierno, el Negociado de Información y Censura de Prensa, posteriormente llamado Gabinete de Información y Censura de Prensa. Para encabezar este órgano se nombró a los pocos días el teniente coronel Pedro Rico Parada y, tras dos años al frente del Negociado, fue nombrado Eduardo Hernández Vida (conocido por su seudónimo Celedonio de la Iglesia), que asumió este cargo hasta el final de la dictadura. Aunque estos dos sujetos hablaban ocasionalmente con la prensa, el portavoz de facto fue el general Adolfo Vallespinosa, que era quien normalmente comunicaba los acuerdos del Consejo de Ministros y quien valoraba las reuniones ante la prensa. A pesar de todo, la comunicación continuó siendo personalista como antaño, dando el jefe del Ejecutivo —Primo de Rivera— información a la prensa de forma habitual. Tras la caída de Primo de Rivera y el ascenso del general Berenguer, este cambio al titular del Gabinete de Prensa en varias ocasiones pero, de nuevo, el portavoz de facto fue otro, en esta ocasión Ricardo Ruiz y Benítez de Lugo.
Durante la Segunda República nace la Sección de Prensa afecta a la Secretaría General del Presidente de la República (1932), con relevantes personalidades como Emilio Herrero Mazorra a la cabeza. Este fue el principal órgano de comunicación con la opinión pública, aunque el subsecretario de la Presidencia informaba con asiduidad a los medios de comunicación en nombre del Gobierno. Posteriormente, durante la presidencia de Largo Caballero y en medio de la Guerra Civil, se creó el Ministerio de Propaganda, que centralizó todos los órganos de información interior y exterior, aunque fue suprimido a los pocos meses.

### Ministro Portavoz
En los inicios del franquismo, la política de información y prensa recayó en el Ministerio del Interior, liderado por Ramón Serrano Suñer. Sin embargo, en 1941 estas políticas se situaron bajo el control de la FET y de las JONS, a través de la Vicesecretaría de Educación Popular, aunque cuatro años más tarde regresarían a la Administración del Estado, por medio de la Subsecretaría de Educación Popular, integrada en el Ministerio de Educación Nacional.
Posteriormente se creó el Ministerio de Información y Turismo (1951), un departamento ministerial que estaba encargado de controlar la información, la prensa y la radio, así como la censura. A él se sumaba la administración del turismo, industria que tuvo un florecimiento importante durante aquellos años. Este departamento fue encabezado durante los primeros once años por Gabriel Arias-Salgado, quien ya había gestionado la Vicesecretaría de Educación Popular entre 1941 y 1945. Este ministerio concentraba y dictaba la política de comunicación institucional, siendo el encargado de difundir a los medios la reseña del Consejo de Ministros y actuando su titular como portavoz de facto del Gobierno, acentuándose este papel en los gobiernos de Carlos Arias Navarro.
La vuelta a la democracia exigía la comunicación a la ciudadanía de la labor del Gobierno, por lo que se hizo necesaria la constitución formal de la figura del portavoz. Tras el Ministerio de Información y Turismo, el siguiente eslabón en la cadena de la Administración Comunicativa española lo constituía la Oficina de Servicios Informativos, creada en octubre de 1977 dentro de la Presidencia del Gobierno. En septiembre de 1978 esta Oficina se suprime y se agrupan todos los órganos comunicativos en una nueva Secretaría de Estado para la Información, cuyo titular tenía, por primera vez, asignada al condición de portavoz del Gobierno.
En 1982 con la llegada del Partido Socialista al poder, la Secretaría de Estado se transforma en la Oficina del Portavoz del Gobierno dirigida por Eduardo Sotillos. En 1985 es sustituido por Javier Solana, ministro de Cultura, que alternará ambas responsabilidades. No obstante, en 1988 el presidente del Gobierno, Felipe González, decide dotar de rango ministerial a la portavocía, creando el Ministerio del Portavoz del Gobierno cuya primera titular fue Rosa Conde. Con su cese en 1993, el ministerio pasa a unificarse con el de la Presidencia, dirigido entonces por Alfredo Pérez Rubalcaba.
Desde entonces, salvo las expeciones de Miguel Ángel Rodríguez Bajón, secretario de Estado de Comunicación, y Pío Cabanillas Alonso, que fue ministro sin cartera, el resto de los portavoces gubernamentales han sido ministros titulares de un Departamento ministerial, asistidos en todo momento por la Secretaría de Estado de Comunicación.

## Lista de portavoces
| Portavoz (Nac.–Fall..) | Portavoz (Nac.–Fall..)                                 | Mandato                 | Mandato                 | Mandato           | Otro cargo                                             | Presidente del Gobierno   | Presidente del Gobierno                  | Monarca                   | Ref.          |
| Portavoz (Nac.–Fall..) | Portavoz (Nac.–Fall..)                                 | Nombramiento            | Cese                    | Duración          | Otro cargo                                             | Presidente del Gobierno   | Presidente del Gobierno                  | Monarca                   | Ref.          |
| ---------------------- | ------------------------------------------------------ | ----------------------- | ----------------------- | ----------------- | ------------------------------------------------------ | ------------------------- | ---------------------------------------- | ------------------------- | ------------- |
|                        | Manuel Ortiz Sánchez (1934-2017)                       | 1 de septiembre de 1978 | 18 de mayo de 1979      | 259 días          | Secretario/a de Estado para la Información             |                           | Adolfo Suárez (1976-1981)                | Juan Carlos I (1975-2014) | [ 10 ] [ 11 ] |
|                        | Josep Meliá Pericás (1939-2000)                        | 18 de mayo de 1979      | 17 de octubre de 1980   | 1 año y 152 días  | Secretario/a de Estado para la Información             | [ 11 ] [ 12 ]             | Adolfo Suárez (1976-1981)                | Juan Carlos I (1975-2014) |               |
|                        | Rosa Posada Chapado (1940-2014)                        | 24 de octubre de 1980   | 27 de febrero de 1981   | 126 días          | Secretario/a de Estado para la Información             | [ 13 ] [ 14 ]             | Adolfo Suárez (1976-1981)                | Juan Carlos I (1975-2014) |               |
|                        | Ignacio Aguirre Borell (1932-2003)                     | 27 de febrero de 1981   | 7 de diciembre de 1982  | 1 año y 283 días  | Secretario/a de Estado para la Información             |                           | Leopoldo Calvo-Sotelo (1981-1982)        | Juan Carlos I (1975-2014) | [ 14 ] [ 15 ] |
|                        | Eduardo Sotillos Palet (1940-)                         | 7 de diciembre de 1982  | 3 de julio de 1985      | 2 años y 208 días | —                                                      |                           | Felipe González (1982-1996)              | Juan Carlos I (1975-2014) | [ 16 ] [ 17 ] |
|                        | Javier Solana Madariaga (1942-)                        | 4 de julio de 1985      | 11 de julio de 1988     | 3 años y 7 días   | Ministro de Cultura                                    | [ 18 ] [ 19 ]             | Felipe González (1982-1996)              | Juan Carlos I (1975-2014) |               |
|                        | Rosa Conde Gutiérrez del Álamo (1942-)                 | 11 de julio de 1988     | 13 de julio de 1993     | 5 años y 2 días   | Ministra Portavoz del Gobierno                         | [ 19 ]                    | Felipe González (1982-1996)              | Juan Carlos I (1975-2014) |               |
|                        | Alfredo Pérez Rubalcaba (1951-2019)                    | 13 de julio de 1993     | 6 de mayo de 1996       | 2 años y 298 días | Ministro de la Presidencia                             | [ 20 ]                    | Felipe González (1982-1996)              | Juan Carlos I (1975-2014) |               |
|                        | Miguel Ángel Rodríguez Bajón (1964-)                   | 6 de mayo de 1996       | 10 de julio de 1998     | 2 años y 65 días  | Secretario de Estado de Comunicación                   |                           | José María Aznar (1996-2004)             | Juan Carlos I (1975-2014) | [ 21 ] [ 22 ] |
|                        | Josep Piqué Camps (1955-2023)                          | 16 de julio de 1998     | 27 de abril de 2000     | 1 año y 286 días  | Ministro de Industria y Energía                        | [ 23 ]                    | José María Aznar (1996-2004)             | Juan Carlos I (1975-2014) |               |
|                        | Pío Cabanillas Alonso (1958-)                          | 27 de abril de 2000     | 9 de julio de 2002      | 2 años y 73 días  | —                                                      | [ 24 ] [ 25 ]             | José María Aznar (1996-2004)             | Juan Carlos I (1975-2014) |               |
|                        | Mariano Rajoy Brey (1955-)                             | 9 de julio de 2002      | 3 de septiembre de 2003 | 1 año y 56 días   | Vicepresidente del Gobierno Ministro de la Presidencia | [ 26 ]                    | José María Aznar (1996-2004)             | Juan Carlos I (1975-2014) |               |
|                        | Eduardo Zaplana Hernández-Soro (1956-)                 | 3 de septiembre de 2003 | 17 de abril de 2004     | 227 días          | Ministro de Trabajo y Asuntos Sociales                 | [ 27 ]                    | José María Aznar (1996-2004)             | Juan Carlos I (1975-2014) |               |
|                        | María Teresa Fernández de la Vega Sanz (1949-)         | 17 de abril de 2004     | 20 de octubre de 2010   | 6 años y 186 días | Vicepresidenta del Gobierno Ministra de la Presidencia |                           | José Luis Rodríguez Zapatero (2004-2011) | Juan Carlos I (1975-2014) | [ 28 ] [ 29 ] |
|                        | Alfredo Pérez Rubalcaba (1951-2019)                    | 20 de octubre de 2010   | 11 de julio de 2011     | 264 días          | Vicepresidente del Gobierno Ministro del Interior      | [ 30 ]                    | José Luis Rodríguez Zapatero (2004-2011) | Juan Carlos I (1975-2014) |               |
|                        | José Blanco López (1962-)                              | 11 de julio de 2011     | 22 de diciembre de 2011 | 164 días          | Ministro de Fomento                                    | [ 31 ]                    | José Luis Rodríguez Zapatero (2004-2011) | Juan Carlos I (1975-2014) |               |
|                        | María Soraya Sáenz de Santamaría Antón (1971-)         | 22 de diciembre de 2011 | 3 de noviembre de 2016  | 4 años y 317 días | Vicepresidenta del Gobierno Ministra de la Presidencia |                           | Mariano Rajoy (2011-2018)                | Juan Carlos I (1975-2014) | [ 32 ]        |
|                        | María Soraya Sáenz de Santamaría Antón (1971-)         | 22 de diciembre de 2011 | 3 de noviembre de 2016  | 4 años y 317 días | Vicepresidenta del Gobierno Ministra de la Presidencia | Felipe VI (2014-presente) | Mariano Rajoy (2011-2018)                |                           |               |
|                        | Íñigo Méndez de Vigo y Montojo Barón de Claret (1956-) | 3 de noviembre de 2016  | 6 de junio de 2018      | 1 año y 215 días  | Ministro de Educación, Cultura y Deporte               | [ 33 ]                    | Mariano Rajoy (2011-2018)                |                           |               |
|                        | María Isabel Celaá Diéguez (1949-)                     | 6 de junio de 2018      | 12 de enero de 2020     | 1 año y 220 días  | Ministra de Educación y Formación Profesional          |                           | Pedro Sánchez (2018-)                    | [ 34 ]                    |               |
|                        | María Jesús Montero Cuadrado (1966-)                   | 12 de enero de 2020     | 10 de julio de 2021     | 1 año y 179 días  | Ministra de Hacienda                                   | [ 35 ]                    | Pedro Sánchez (2018-)                    |                           |               |
|                        | Isabel Rodríguez García (1981-)                        | 10 de julio de 2021     | 20 de noviembre de 2023 | 2 años y 133 días | Ministra de Política Territorial                       | [ 36 ]                    | Pedro Sánchez (2018-)                    |                           |               |
|                        | María del Pilar Alegría Continente (1977-)             | 20 de noviembre de 2023 |                         | 1 año y 165 días  | Ministra de Educación, FP y Deportes                   | [ 37 ]                    | Pedro Sánchez (2018-)                    |                           |               |